# Vanja Gesjeva-Tsvetkova
Vanja Gesjeva-Tsvetkova, född den 6 juni 1960 i Brestovitsa, Bulgarien, är en bulgarisk kanotist.
Hon tog OS-silver i K-1 500 meter i samband med de olympiska kanottävlingarna 1980 i Moskva.
Hon tog därefter OS-guld i K-1 500 meter, OS-silver i K-2 500 meter och OS-brons i K-4 500 meter i samband med de olympiska kanottävlingarna 1988 i Seoul.